# 129773 Catmerrill
129773 Catmerrill este o planetă minoră (asteroid) din centura de asteroizi. A fost descoperită pe 8 mai 1999 la Catalina Station⁠(d) de Catalina Sky Survey. 
Obiectul prezintă o orbită caracterizată de o semiaxă mare de 2,3268136531043 UAi, o excentricitate de 0,18, o înclinație de 6,1 ° în raport cu ecliptica.